# Андигена блакитна
Андигена блакитна (Andigena hypoglauca) — вид дятлоподібних птахів родини туканових (Ramphastidae).

## Поширення
Вид поширений в Андах на півдні Колумбії, в Еквадорі та Перу. Мешкає у гірських вологих лісах. Трапляється на висотах 2000-3600 м над рівнем моря.

## Опис
Птах середнього розміру завдовжки до 46 см. Дзьоб має довжину від 8,9 до 10,2 см, знизу жовтий біля основи й чорний до кінчика, зверху жовтий біля основи, відокремлений тонкою чорною смужкою від решти, яка є червоною. Верхівка голови та потилиця до боків голови чорні. Навколо очне кільце бірюзове. Задня і передня частина крил оливково-коричневі. Надхвістя жовте. Чорнуватий хвіст з коричневим кінчиком. Має сіро-синій комір, живіт і груди. Підхвістя червоне.

## Спосіб життя
Харчується плодами і насінням. Також споживає комах, інших безхребетних і деяких дрібних хребетних. Гніздиться в порожнині дерева. Самиця відкладає два-чотири яйця, які інкубує протягом 16 днів по черзі із самцем.

## Підвиди
Таксон включає два підвиди
- A. h. hypoglauca (Gould, 1833) — від центральної Колумбії до східного Еквадору.
- A. h. lateralis Chapman, 1923 — у східному Еквадорі та центральній частині Перу.